# Liên đoàn Ả Rập
Liên đoàn Ả Rập (tiếng Ả Rập: الجامعة العربية al-Jāmiʻah al-ʻArabīyah), tên chính thức là Liên đoàn các Quốc gia Ả Rập (tiếng Ả Rập: جامعة الدول العربية Jāmiʻat ad-Duwal al-ʻArabīyah), là một tổ chức khu vực của các quốc gia Ả Rập nằm tại và xung quanh Bắc Phi, Sừng châu Phi và bán đảo Ả Rập. Tổ chức được thành lập tại Cairo vào ngày 22 tháng 3 năm 1945 với sáu thành viên: Ai Cập, Ả Rập Xê Út, Iraq, Ngoại Jordan (đổi tên thành Jordan vào năm 1949), Liban và Syria. Yemen gia nhập vào ngày 5 tháng 5 năm 1945. Hiện nay, Liên đoàn có 22 thành viên.

## Mục tiêu
Mục tiêu chính của Liên đoàn là "thắt chặt quan hệ giữa các quốc gia thành viên và phối hợp hợp tác giữa họ, nhằm đảm bảo độc lập và chủ quyền của họ, và nhằm xem xét một cách tổng quát các sự vụ và lợi ích của các quốc gia Ả Rập".
Thông qua các tổ chức như Tổ chức Giáo dục, Văn hoá và Khoa học Liên đoàn Ả Rập (ALECSO) hay Hội đồng Thống nhất Kinh tế Ả Rập (CAEU), Liên đoàn Ả Rập tạo thuận tiện cho các chương trình chính trị, kinh tế, văn hoá, khoa học và xã hội nhằm thúc đẩy các lợi ích của thế giới Ả Rập. Nó còn là một diễn đàn cho các quốc gia thành viên hợp tác các lập trường chính sách của họ, để thảo luận về các vấn đề cùng quan tâm, nhằm giải quyết một số tranh chấp Ả Rập và hạn chế các xung đột. Liên đoàn có vai trò là nền tảng cho việc soạn thảo và ký kết nhiều văn kiện có tính bước ngoặt nhằm xúc tiến hội nhập kinh tế. Một điển hình là Hiến chương cùng hành động kinh tế Ả Rập, phác thảo nguyên tắc về các hoạt động kinh tế trong khu vực.

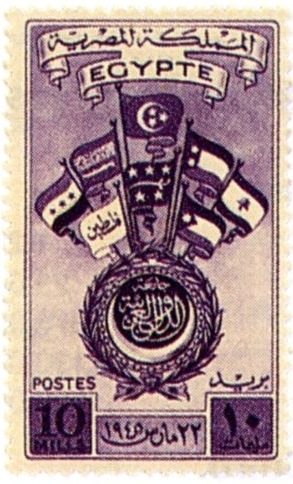
Tem kỷ niệm thành lập Liên đoàn Các quốc gia Ả Rập, thể hiện quốc kỳ của tám quốc gia: Ai Cập, Ả Rập Xê Út, Yemen, Syria, Iraq, Jordan, Liban và Palestine

Mỗi quốc gia thành viên có một phiếu trong Hội đồng Liên đoàn, và các quyết định chỉ có tính rằng buộc đối với các quốc gia bỏ phiếu ủng hộ. Các mục tiêu của liên đoàn vào năm 1945 là nhằm củng cố và hợp tác về các chương trình chính trị, văn hoá, kinh tế và xã hội của các thành viên và điều giải các tranh chấp giữa họ hoặc giữa họ với bên thứ ba. Hơn nữa, việc ký kết một thoả thuận về Hợp tác Quốc phòng và Kinh tế chung vào ngày 13 tháng 4 năm 1950 cam kết rằng các bên ký kết sẽ hợp tác về các biện pháp phòng thủ quân sự. Đến tháng 3 năm 2015, Tổng thư ký Liên đoàn Ả Rập tuyên bố thành lập Lực lượng Ả Rập chung nhằm mục tiêu chống lại chủ nghĩa cực đoan và các mối đe doạ khác đối với các quốc gia Ả Rập. Quyết định đạt được trong khi một chiến dịch quân sự quyết liệt diễn ra tại Yemen. Việc tham gia kế hoạch là tự nguyện, và can thiệp vũ trang chỉ diễn ra theo yêu cầu của một trong số các quốc gia thành viên. Nguyên nhân đằng sau việc thành lập lực lượng này là tình trạng quân sự hoá gia tăng trong khu vực, gia tăng các cuộc nội chiến bạo lực, cũng như các phong trào khủng bố, lực lượng được tài trợ từ các quốc gia Vùng Vịnh giàu có.
Đến đầu thập niên 1970, Hội đồng Kinh tế của Liên đoàn Ả Rập đề xuất về việc thành lập Phòng Thương mại Ả Rập chung tại các quốc gia châu Âu. Sau đó, các chính phủ Ả Rập quyết định thành lập Phòng Thương mại Ả Rập tại Anh với nhiệm vụ "xúc tiến, khuyến khích và tạo thuận lợi cho mậu dịch song phương" giữa thế giới Ả Rập và đối tác mậu dịch chủ yếu của họ là Anh Quốc.

## Lịch sử
Sau khi thông qua Nghị định thư Alexandria vào năm 1944, Liên đoàn Ả Rập được thành lập vào ngày 22 tháng 3 năm 1945. Nó có mục tiêu trở thành một tổ chức khu vực của các nhà nước Ả Rập, tập trung vào phát triển kinh tế, giải quyết các tranh chấp và phối hợp các mục tiêu chính trị. Các quốc gia khác sau đó gia nhập liên đoàn. Mỗi quốc gia có một phiếu trong hội đồng. Hành động lớn đầu tiên là can thiệp chung, được cho là nhân danh đa số cư dân Ả Rập bị trục xuất khi nhà nước Israel xuất hiện vào năm 1948 (và nhằm phản ứng trước kháng nghị của quần chúng trong thế giới Ả Rập), song phần lớn các bên tham gia cuộc can thiệp này đã chấp thuận cùng người Israel phân chia nhà nước Palestine của người Ả Rập do Liên Hợp Quốc đề xuất, và Ai Cập can thiệp chủ yếu nhằm ngăn chặn đối thủ của họ tại Amman đạt được mục tiêu.
Tiếp đó là hình thành hiệp ước phòng thủ chung vào hai năm sau đó. Một thị trường chung được thành lập vào năm 1965.
- 1942: Anh Quốc xúc tiến ý tưởng về một Liên đoàn Ả Rập trong nỗ lực nhằm lôi kéo người Ả Rập làm đồng minh trong Chiến tranh thế giới thứ hai.
- 1944: Các đại biểu chính thức từ Ai Cập, Iraq, Liban, Bắc Yemen, Ả Rập Xê Út, và Ngoại Jordan họp tại Alexandria, Ai Cập và đồng thuận thành lập Liên đoàn Các quốc gia Ả Rập.
- 1945: Các quốc gia Ả Rập ký kết Công ước Liên đoàn Ả Rập, chính thức khởi đầu Liên minh.
- 1945: Các quốc gia thành viên Liên đoàn Ả Rập tuyên bố tẩy chay các doanh nghiệp Do Thái tại Palestine (vẫn tiếp tục sau khi Israel được thành lập, nằm trong cuộc tẩy chay tổng thể Israel của Liên đoàn Ả Rập).
- 1946: Các thành viên Liên đoàn Ả Rập ký kết Hiệp định Văn hoá.
- 1948: Chiến tranh Ả Rập-Israel 1948.
- 1950: Các thành viên Liên đoàn ký kết Hiệp định Hợp tác Phòng thủ và Kinh tế chung.
- 1953: Các thành viên Liên đoàn thành lập hội đồng Kinh tế và Xã hội; Libya gia nhập Liên đoàn Ả Rập.
- 1956: Sudan gia nhập Liên đoàn Ả Rập.
- 1958: Maroc và Tunisia gia nhập Liên đoàn Ả Rập; Liên Hợp Quốc công nhận Liên đoàn Ả Rập và xác định đây là một tổ chức của Liên Hợp Quốc về giáo dục, khoa học và văn hoá tại khu vực Ả Rập.
- 1961: Kuwait gia nhập Liên đoàn Ả Rập.
- 1962: Algérie gia nhập Liên đoàn Ả Rập.
- 1964: Hội nghị thượng đỉnh đầu tiên được triệu tập tại Cairo; Tổ chức Giáo dục, Văn hoá và Khoa học Liên đoàn Ả Rập (ALECSO) được thành lập; một hội nghị thượng đỉnh liên đoàn thứ nhì được tổ chức vào mùa thu cùng năm đã hoan nghênh thành lập Tổ chức Giải phóng Palestine (PLO).
- 1967: Nam Yemen gia nhập Liên đoàn Ả Rập.
- 1971: Oman, Bahrain, Qatar, và Các Tiểu vương quốc Ả Rập Thống nhất gia nhập Liên đoàn Ả Rập.
- 1973: Mauritania gia nhập Liên đoàn Ả Rập.
- 1974: Somalia và Palestine (đại diện là PLO) gia nhập Liên đoàn Ả Rập.
- 1976: Hội nghị thượng đỉnh liên đoàn tại Cairo uỷ quyền thành lập và triển khai một lực lượng duy trì hoà bình Ả Rập tại Liban, chủ yếu là của Syria.
- 1977: Djibouti gia nhập Liên đoàn Ả Rập.
- 1979: Liên đoàn đình chỉ tư cách thành viên của Ai Cập do Tổng thống Anwar Sadat sang thăm Jerusalem và hiệp định hoà bình của Ai Cập với Israel; Liên đoàn Ả Rập chuyển trụ sở sang Tunis.
- 1987: Liên đoàn Ả Rập nhất trí tán thành một tuyên bố của Iraq về bảo vệ các lợi ích hợp pháp của mình trong tranh chấp với Iran.
- 1989: Liên đoàn nhận lại Ai Cập làm thành viên, trụ sở của liên đoàn trở về Cairo.
- 1990 (tháng 5): Một hội nghị thượng đỉnh tổ chức tại Baghdad chỉ trích các nỗ lực của phương Tây nhằm ngăn chặn Iraq phát triển công nghệ vũ khí tiên tiến.
- 1990 (tháng 8): Trong một hội nghị khẩn cấp, 12 trong số 20 quốc gia hiện diện đã lên án việc Iraq xâm chiếm Kuwait; nước Yemen thống nhất gia nhập Liên đoàn Ả Rập.
- 1993: Comoros gia nhập Liên đoàn Ả Rập.
- 1994: Liên đoàn Ả Rập lên án quyết định của Hội đồng Hợp tác Vùng Vịnh về việc kết thúc cấm vận mậu dịch trong khu vực chế tạo và dịch vụ chống Israel, nhấn mạnh chỉ có Hội đồng Liên đoàn Ả Rập mới có thể đưa ra một thay đổi chính sách như vậy, và các quốc gia thành viên không thể hành động độc lập về các vấn đề như vậy.
- 1996: Hội đồng Liên đoàn Ả Rập quyết định rằng Iraq, Syria và Thổ Nhĩ Kỳ nên chia sẻ nguồn nước các sông Euphrates và Tigris công bằng giữa họ. (Sau than phiền của Syria và Iraq rằng việc xây dựng nhiều công trình tại miền nam Thổ Nhĩ Kỳ đã bắt đầu hạn chế nguồn cung cấp nước của họ.)
- 1998: Tổng thư ký Liên đoàn Ả Rập lên án việc sử dụng hoặc đe doạ sử dụng vũ lực chống lại Iraq; Các bộ trưởng nội vụ và tư pháp Liên đoàn Ả Rập ký một hiệp định nhằm tăng cường hợp tác chống lại chủ nghĩa khủng bố; Liên đoàn Ả Rập kịch liệt phản đối các cuộc tấn công bằng bom nhằm vào các đại sứ quán Hoa Kỳ tại Kenya và Tanzania cùng việc Hoa Kỳ tấn công bằng tên lửa vào Afghanistan và Sudan.
- 2002: Sáng kiến Hoà bình Ả Rập. Trong hội nghị nghị thượng đỉnh thường niên tại Beirut vào tháng 3, Liên đoàn Ả Rập đề xuất bình thường hoá hoàn toàn quan hệ với Israel nhằm đổi lấy việc Israel triệt thoái khỏi các đường biên giới được quốc tế công nhận vào năm 1967, nghĩa là Israel rút khỏi Bờ Tây, Dải Gaza, Đông Jerusalem, Cao nguyên Golan và một giải pháp công bằng, được dàn xếp về việc hồi hương những người tị nạn Palestine và hậu duệ của họ.
- 2002: Nhà lãnh đạo Libya Muammar al-Gaddafi đe doạ rút khỏi Liên đoàn, do "sự bất lực" trong giải quyết các cuộc khủng hoảng giữa Hoa Kỳ và Iraq và xung đột Israel–Palestine.
- 2003: Liên đoàn Ả Rập bỏ phiếu với tỷ lệ 21–1 ủng hộ một nghị quyết yêu cầu triệt thoái lập tức và vô điều kiện các binh sĩ Mỹ và Anh ra khỏi Iraq, (Kuwait bỏ phiếu chống)
- 2006: Các thành viên Liên đoàn Ả Rập quyết định phá vỡ các chế tài chống lại Chính phủ Palestine của Hamas, nhằm phản ứng trước sự kiện bị chỉ trích rộng rãi tại Beit Hanun do Israel gây ra.
- 2007: Phái đoàn Liên đoàn Ả Rập đến Israel lần đầu tiên trong lịch sử, nhằm thảo luận về Sáng kiến Hoà bình Ả Rập mới được tái xác nhận của Liên đoàn, cũng như mối đe doạ từ Hamas và các tổ chức cực đoan Hồi giáo khác.
- 2011: Nam Sudan có đa số là người da đen bỏ phiếu ly khai khỏi Sudan do người Ả Rập lãnh đạo. Các cuộc cách mạng lật đổ chính phủ tại Tunisia và Ai Cập. Liên đoàn Ả Rập đình chỉ quyền thành viên của Libya sau khi chế độ Gaddafi trấn áp các cuộc tuần hành, và chấm dứt đình chỉ sau khi chế độ này bị lật đổ. Liên đoàn Ả Rập đình chỉ tư cách thành viên của Syria vào tháng 11 năm 2011 vì đàn áp biểu tình.
- 2023: Trong cuộc họp kín ngày 7 tháng 5 tại Cairo, Ai Cập, ngoại trưởng các nước thành viên Liên đoàn Ả Rập đã quyết định khôi phục quy chế thành viên cho Syria sau 11 năm bị đình chỉ vì Damascus trấn áp phong trào nổi dậy nhân dân.

## Địa lý

Ngày gia nhập của các quốc gia thành viên; Comoros (khoanh vòng) gia nhập vào năm 1993.
Thập niên 1940 Thập niên 1950 Thập niên 1960 Thập niên 1970

Các quốc gia thành viên của Liên đoàn Ả Rập nằm tại Tây Á, Bắc Phi, Sừng châu Phi và Ấn Độ Dương, tổng diện tích là khoảng 13 triệu km². Liên đoàn trải dài từ Maroc ở phía tây, đến Comoros ở phía nam, đến Iraq ở phía bắc.
Địa thế của Liên đoàn Ả Rập có thể phân thành ba loại: Các hoang mạc khô hạn rộng lớn bao phủ hầu hết diện tích; các vùng đất phì nhiêu tại phía nam và bắc, và cuối cùng là các dãy núi cao Atlas, Ahaggar, Zagros, Đối Liban và Hijaz. Liên đoàn Ả Rập có thể được phân thành hai vùng địa lý chính: Phần châu Á gồm có 12 quốc gia, còn phần châu Phi có 10 quốc gia. Liên đoàn Ả Rập có 14 quốc gia láng giềng trên đất liền, và có 4 quốc gia láng giềng trên biển.
Về văn hoá, các quốc gia Ả Rập có thể được phân thành ba vùng: Maghreb gồm Maroc, Mauritania, Algérie, Tunisia và Libya; Trăng lưỡi liềm Màu mỡ gồm Liban, Syria, Palestine, Ai Cập, Iraq và Jordan. Bán đảo Ả Rập gồm Ả Rập Xê Út, Các Tiểu vương quốc Ả Rập Thống nhất, Qatar, Oman, Bahrain, Kuwait và Yemen.
Hầu hết Liên đoàn Ả Rập thuộc khu vực khô hạn nhất trên thế giới. Gần 80% thế giới Ả Rập bị hoang mạc bao phủ (10,67 triệu km²), trải dài từ Mauritania và Maroc đến Oman và Các Tiểu vương quốc Ả Rập Thống nhất. Loại địa hình phổ biến thứ nhì là địa hình bán khô hạn, tồn tại trong hầu hết các quốc gia Ả Rập ngoại trừ Liban và Comoros. Một số hoang mạc tại các quốc gia Ả Rập: Sahara, Bayuda, Duyên hải Eritrea, Ả Rập, Negev, Nefud, Rub' al Khali, Syria, Sinai, Tihamah.
Điểm cao nhất của Liên đoàn Ả Rập nằm tại Maroc, có tên là Jbel Toubkal với độ cao 4.165 m, là đỉnh cao thứ 40 trên Trái Đất, và đứng thứ sáu tại châu Phi, tiếp theo là Jabal an Nabi Shu'ayb (3.666 m) tại Yemen và Cheekha Dar (3.611 m) tại Iraq. Điểm thấp nhất tại Liên đoàn Ả Rập là Biển Chết nằm giữa Jordan và Palestine. Khu vực đó có độ cao 400 m dưới mực nước biển, cũng là điểm thấp nhất của thế giới.
Nhiệt độ cao nhất ghi nhận được tại Liên đoàn Ả Rập là tại Sudan vào ngày 25 tháng 6 năm 2010, đạt 49,6 °C tại Dongola, phá một kỷ lục vào năm 1987.

### Quốc gia thành viên
Hiến chương Liên đoàn Ả Rập, còn gọi là Công ước Liên đoàn Các quốc gia Ả Rập, là hiệp định thành lập Liên đoàn Ả Rập. Hiến chương được thông qua vào năm 1945, và quy định rằng "Liên đoàn Các quốc gia Ả Rập" sẽ bao gồm: Các quốc gia Ả Rập đã ký kết công ước này."
Liên đoàn khởi đầu với sáu thành viên vào năm 1945, và hiện nay gồm một khu vực trải rộng khoảng 14 triệu km² với 22 quốc gia thành viên, và còn có bốn quốc gia quan sát viên. 22 thành viên hiện nay gồm các quốc gia rộng lớn nhất châu Phi (Algérie và Libya, Sudan) và rộng lớn nhất Trung Đông (Ả Rập Xê Út).
Liên đoàn liên tục gia tăng số lượng thành viên trong nửa cuối thế kỷ XX, khi tiếp nhận thêm 15 quốc gia Ả Rập khác. Syria bị đình chỉ sau cuộc nổi dậy vào năm 2011. Tính đến năm 2016, Liên đoàn có tổng cộng 22 thành viên:
- Ai Cập
- Ả Rập Xê Út
- Algérie
- Bahrain
- Các Tiểu vương quốc Ả Rập Thống nhất
- Comoros
- Djibouti
- Iraq
- Jordan
- Kuwait
- Liban
- Libya
- Mauritania
- Maroc
- Oman
- Palestine
- Qatar
- Somalia
- Sudan
- Syria
- Tunisia
- Yemen

và 5 quốc gia quan sát viên:
- Armenia
- Ấn Độ
- Brazil
- Eritrea
- Venezuela

Ngày 22 tháng 2 năm 2011, với lý do chính phủ Libya dùng quân đội chống lại thường dan trong lúc khởi đầu Nội chiến Libya, quyền thành viên của Libya trong Liên đoàn Ả Rập bị đình chỉ. Libya là quốc gia thứ hai trong lịch sử liên đoàn từng bị đóng băng tư cách thành viên. Sau đó chính phủ lâm thời được công nhận của Libya phái đại biểu tham gia hội nghị của Liên đoàn Ả Rập về việc kết nạp lại Libya vào tổ chức.
Nghị viện Ả Rập đề nghị đình chỉ các quốc gia thành viên Syria và Yemen vào ngày 20 tháng 9 năm 2011 vì các báo cáo liên tục về bạo lực không cân xứng chống lại những người phản đối chế độ và các nhà hoạt động trong Mùa xuân Ả Rập. Một cuộc bỏ phiếu vào ngày 12 chấp thuận chính thức đình chỉ Syria bốn ngày sau cuộc bỏ phiếu. Syria, Liban và Yemen bỏ phiếu chống, còn Iraq không bỏ phiếu. Ngày 6 tháng 3 năm 2013, Liên đoàn Ả Rập trao ghế của Syria tại tổ chức này cho Liên minh Dân tộc Syria. Ngày 9 tháng 3 năm 2014, Tổng thư ký Nabil al-Arabi nói rằng ghế của Syria tại Liên đoàn Ả Rập sẽ vẫn trống cho đến khi phe đối lập hoàn tất thành lập các tổ chức của họ.

## Chính trị

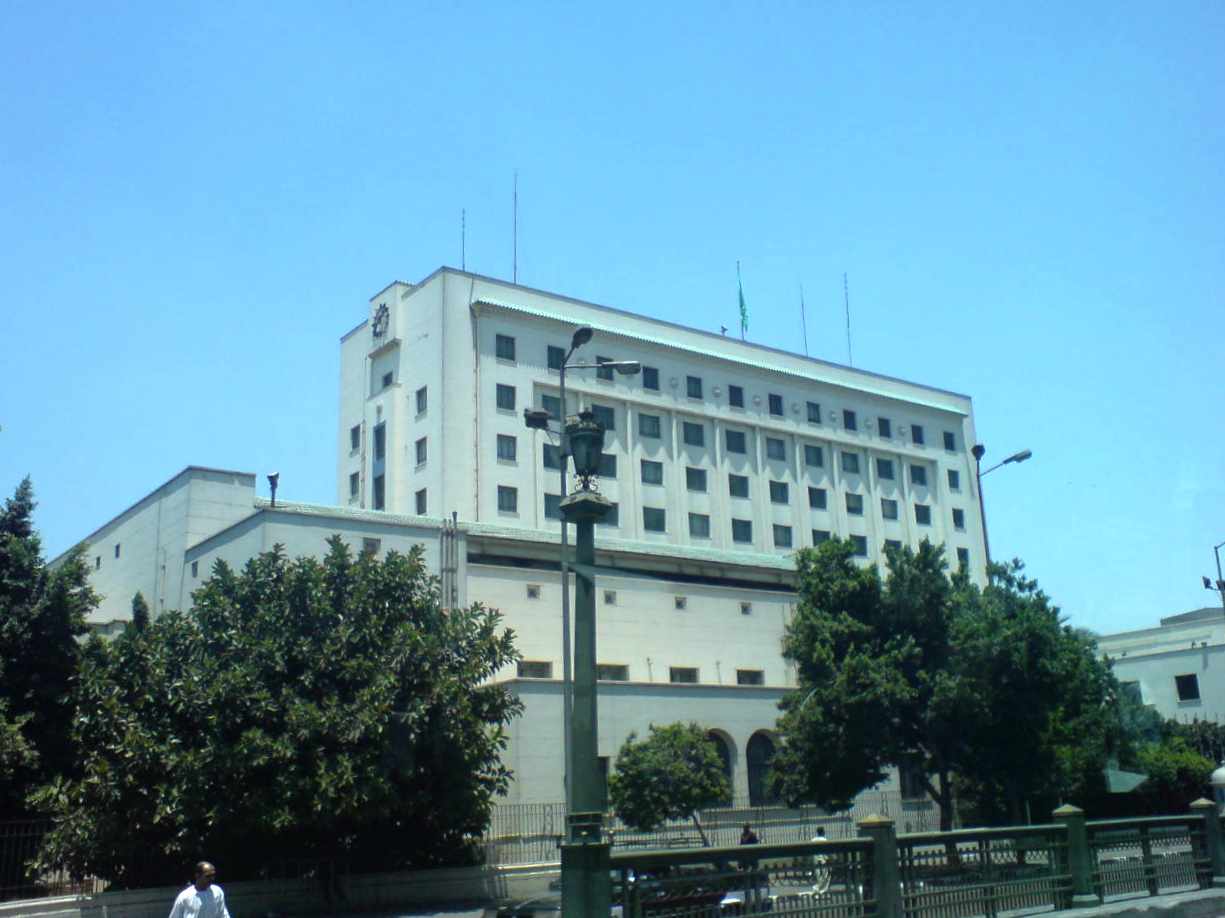
Trụ sở của Liên đoàn Ả Rập tại Cairo.

Liên đoàn Ả Rập là một tổ chức chính trị nỗ lực giúp các thành viên hội nhập về kinh tế, và giải quyết xung đột liên quan đến các thành viên mà không yêu cầu bên ngoài giúp đỡ. Nó sở hữu các yếu tố của một nhà nước nghị viện đại diện trong khi các vấn đề đối ngoại thường được xử lý dưới giám sát của Liên hiệp Quốc.
Hiến chương Liên đoàn Ả Rập xác nhận nguyên tắc về một quê hương Ả Rập trong khi tôn trọng chủ quyền của các quốc gia thành viên riêng rẽ. Các quy định nội bộ của Hội đồng Liên đoàn và các uỷ ban được chấp thuận vào tháng 10 năm 1951. Chức vụ tổng thư ký được chấp thuận vào tháng 5 năm 1953.
Kể từ đó, nhiệm vụ quản trị Liên đoàn Ả Rập dựa trên tính hai mặt, gồm các thể chế siêu quốc gia và chủ quyền của các quốc gia thành viên. Việc duy trì tính quốc gia riêng lẻ bắt nguồn từ việc giới tinh hoa nắm quyền muốn duy trì quyền lực và tính độc lập của họ trong các quyết định. Hơn nữa là việc các nước giàu lo ngại rằng sẽ phải chia sẻ của cải với các nước nghèo nhân danh chủ nghĩa dân tộc Ả Rập, cùng mối thù giữa những người cai trị Ả Rập, và ảnh hưởng từ các thế lực bên ngoài có thể phản đối đoàn kết Ả Rập, chúng được nhìn nhận là chướng ngại cho việc hướng đến hội nhập sâu hơn của liên đoàn.
Lưu tâm đến các tuyên bố trước đây của họ về ủng hộ người Ả Rập tại Palestine, những người dàn xếp công ước đã xác định bao gồm Palestine trong Liên đoàn từ khi tổ chức thành lập. Điều này được thực hiện bằng một phụ lục viết rằng Hội đồng Liên đoàn sẽ chỉ định một đại biểu Ả Rập từ Palestine để tham gia các công việc của tổ chức cho đến khi quốc gia này giành được độc lập thực sự. Tại Hội nghị thượng đỉnh Cairo năm 1964, Liên đoàn Ả Rập khởi xướng thành lập một tổ chức đại diện cho nhân dân Palestine. Hội đồng Dân tộc Palestine đầu tiên được triệu tập tại Đông Jerusalem vào ngày 29 tháng 5 năm 1964. Tổ chức Giải phóng Palestine được thành lập trong hội nghị này vào ngày 2 tháng 6 năm 1964. Palestine nhanh chóng được nhận vào Liên đoàn Ả Rập, với đại diện là tổ chức trên. Ngày nay, Nhà nước Palestine là một thành viên đầy đủ của Liên đoàn Ả Rập.
Tại Hội nghị thượng đỉnh Beirut vào ngày 28 tháng 3 năm 2002, liên đoàn thông qua Sáng kiến Hoà bình Ả Rập, một kế hoạch hoà bình do Ả Rập Xê Út thúc đẩy cho xung đột Ả Rập-Israel. Sáng kiến này đề xuất bình thường hoá hoàn toàn quan hệ với Israel, đổi lại Israel được yêu cầu triệt thoái khỏi toàn bộ các lãnh thổ bị họ chiếm đóng, bao gồm cả Cao nguyên Golan, và công nhận độc lập của Palestine tại Bờ Tây và Dải Gaza, có thủ đô là Đông Jerusalem, cũng như một "giải pháp thích đáng" cho người tị nạn Palestine. Sáng kiến Hoà bình được tái xác nhận vào năm 2007, trong cùng năm, Liên đoàn cử một phái đoàn gồm các bộ trưởng ngoại giao của Jordan và Ai Cập sang Israel nhằm xúc kiến sáng kiến. Ngày 13 tháng 6 năm 2010, Tổng thư ký Liên đoàn Ả Rập Amr Mohammed Moussa đến Dải Gaza, đây là chuyến thăm chính thức đầu tiên của một quan chức Liên đoàn Ả Rập kể từ khi Hamas tiếp quản vũ trang vào năm 2007.
Năm 2015, Liên đoàn Ả Rập lên tiếng ủng hộ cuộc can thiệp quân sự do Ả Rập Xê Út lãnh đạo tại Yemen nhằm chống lại phái Houthi theo Hồi giáo Shia và lực lượng trung thành với cựu Tổng thống Ali Abdullah Saleh.

## Hội nghị thượng đỉnh

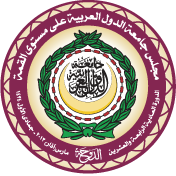
Biểu trưng của Hội nghị Thượng đỉnh Liên đoàn Ả Rập năm 2013

| Lần | Ngày                        | Quốc gia    | Thành phố        |
| --- | --------------------------- | ----------- | ---------------- |
| 1   | 13–17 tháng 1 năm 1964      | Ai Cập      | Cairo            |
| 2   | 5–11 tháng 9 năm 1964       | Ai Cập      | Alexandria       |
| 3   | 13–17 tháng 9 năm 1965      | Maroc       | Casablanca       |
| 4   | 29 tháng 8 năm 1967         | Sudan       | Khartoum         |
| 5   | 21–23 tháng 12 năm 1969     | Maroc       | Rabat            |
| 6   | 26–28 tháng 11 năm 1973     | Algérie     | Algiers          |
| 7   | 29 tháng 10 năm 1974        | Maroc       | Rabat            |
| 8   | 25–26 tháng 10 năm 1976     | Ai Cập      | Cairo            |
| 9   | 2–5 tháng 11 năm 1978       | Iraq        | Baghdad          |
| 10  | 20–22 tháng 11 năm 1979     | Tunisia     | Tunis            |
| 11  | 21–22 tháng 11 năm 1980     | Jordan      | Amman            |
| 12  | 6–9 tháng 9 năm 1982        | Maroc       | Fez              |
| 13  | 1985                        | Maroc       | Casablanca       |
| 14  | 1987                        | Jordan      | Amman            |
| 15  | tháng 6 năm 1988            | Algérie     | Algiers          |
| 16  | 1989                        | Maroc       | Casablanca       |
| 17  | 1990                        | Iraq        | Baghdad          |
| 18  | 1996                        | Ai Cập      | Cairo            |
| 19  | 27–ngày 28 tháng 3 năm 2001 | Jordan      | Amman            |
| 20  | 27–28 tháng 3 năm 2002      | Liban       | Beirut           |
| 21  | 1 tháng 3 năm 2003          | Ai Cập      | Sharm el-Sheikh  |
| 22  | 22–23 tháng 5 năm 2004      | Tunisia     | Tunis            |
| 23  | 22–23 tháng 3 năm 2005      | Algérie     | Algiers          |
| 24  | 28–30 tháng 3 năm 2006      | Sudan       | Khartoum         |
| 25  | 27–28 tháng 3 năm 2007      | Ả Rập Xê Út | Riyadh           |
| 26  | 29–30 tháng 3 năm 2008      | Syria       | Damascus         |
| 27  | 28–30 tháng 3 năm 2009      | Qatar       | Doha             |
| 28  | 27–28 tháng 3 năm 2010      | Libya       | Sirte            |
| 29  | 27–29 tháng 3 năm 2012      | Iraq        | Baghdad          |
| 30  | 21–27 tháng 3 năm 2013      | Qatar       | Doha             |
| 31  | 25–26 tháng 3 năm 2014      | Kuwait      | Thành phố Kuwait |
| 32  | 28–29 tháng 3 năm 2015      | Ai Cập      | Sharm El Sheikh  |
| 33  | 20 tháng 7 năm 2016         | Mauritania  | Nouakchott       |
| 34  | 23–29 tháng 3 năm 2017      | Jordan      | Amman            |

## Quân sự
Hội đồng Phòng thủ chung Liên đoàn Ả Rập là một trong các tổ chức của Liên đoàn Ả Rập. Tổ chức này được thành lập theo các điều khoản của Hiệp ước Hợp tác Phòng thủ và Kinh tế chung năm 1950 nhằm phối hợp an ninh tập thể của các quốc gia thành viên Liên đoàn A Rập.
Tại hội nghị thượng đỉnh năm 2007, các nhà lãnh đạo quyết định khôi phục phòng thủ chung và thành lập một lực lượng duy trì hoà bình được triển khai tại miền nam Liban, Darfur, Iraq, Somalia, và các điểm nóng khác. Lịch sử quân sự Liên đoàn Ả Rập có liên kết mật thiết với xung đột Ả Rập-Israel, Công ước An ninh chung Ả Rập 1950 đưa ra các điều khoản về an ninh tập thể giữa các quốc gia Ả Rập, song đến năm 1961 Bộ tư lệnh Ả Rập chung (JAC) được đề xuất với tư cách là một bộ tư lệnh thống nhất cho Liên đoàn. Trước khi đề xuất có thể thành hình, một nghị quyết đồng thuận được thông qua tại hội nghị thượng đỉnh đầu tiên vào năm 1964 về việc thành lập Bộ tư lệnh Ả Rập Thống nhất (UAC), song do không hoạt động sau Sự kiện Samu năm 1966 và trong Chiến tranh Sáu ngày năm 1967 cho thấy nó đã giải thể trên thực tế.
Trong hội nghị thượng đỉnh năm 2015 tại Ai Cập, các quốc gia thành viên chấp thuận trên nguyên tắc việc thành lập một lực lượng quân sự chung.
Hiện nay, Ai Cập được nhìn nhận là quốc gia mạnh nhất về quân sự tại châu Phi, được xếp hạng thứ mười thế giới về số lượng binh sĩ. Ả Rập Xê Út gần đây bắt đầu mở rộng lĩnh vực quân sự của họ, chiều hướng này cũng được các quốc gia Ả Rập Vùng Vịnh khác đi theo. Maroc duy trì một quân đội hùng mạnh tại Bắc Phi, cùng với Algérie và Libya. Syria, Jordan và Iraq có quân đội phát triển tương đối chậm so với các quốc gia giàu có khác.

### Hội nghị thượng đỉnh khẩn cấp
| Lần | Ngày                    | Quốc gia    | Thành phố  |
| --- | ----------------------- | ----------- | ---------- |
| 1   | 21–27 tháng 9 năm 1970  | Ai Cập      | Cairo      |
| 2   | 17–28 tháng 10 năm 1976 | Ả Rập Xê Út | Riyadh     |
| 3   | 7–9 tháng 9 năm 1985    | Maroc       | Casablanca |
| 4   | 8–12 tháng 11 năm 1987  | Jordan      | Amman      |
| 5   | 7–9 tháng 6 năm 1988    | Algérie     | Algiers    |
| 6   | 23–26 tháng 6 năm 1989  | Maroc       | Casablanca |
| 7   | 28–30 tháng 3 năm 1990  | Iraq        | Baghdad    |
| 8   | 9–10 tháng 8 năm 1990   | Ai Cập      | Cairo      |
| 9   | 22–23 tháng 6 năm 1996  | Ai Cập      | Cairo      |
| 10  | 21–22 tháng 10 năm 2000 | Ai Cập      | Cairo      |
| 11  | 7 tháng 1 năm 2016      | Ả Rập Xê Út | Riyadh     |

- Hai hội nghị thượng đỉnh không được đưa vào hệ thống hội nghị thượng đỉnh Liên đoàn Ả Rập:
  - Anshas, Ai Cập: 28–29 tháng 5 năm 1946.
  - Beirut, Liban: 13 – 15 tháng 11 năm 1958.
- Hội nghị thượng đỉnh lần thứ 14 tại Fes, Maroc, diễn ra trong hai giai đoạn:
  - Ngày 25 tháng 11 năm 1981: cuộc họp trong 5 tiếng kết thúc mà không có thoả thuận bằng văn bản.
  - Ngày 6–9 tháng 9 năm 1982.

## Kinh tế
Liên đoàn Ả Rập giàu tài nguyên, có trữ lượng dầu khí khổng lồ tại một số quốc gia thành viên. Ngành công nghiệp khác tăng trưởng đều đặn tại Liên đoàn Ả Rập là viễn thông, trong vòng dưới một thập niên, các công ty địa phương như Orascom và Etisalat đã có thể cạnh tranh quốc tế.
Các thành tựu kinh tế do Liên đoàn Ả Rập khởi xướng trong các quốc gia thành viên ít có ấn tượng hơn những thành tựu của các tổ chức Ả Rập nhỏ như Hội đồng Hợp tác Vùng Vịnh (GCC). Trong số đó có Đường ống khí đốt Ả Rập chuyển khí từ Ai Cập và Iraq đến Jordan, Syria, Liban và Thổ Nhĩ Kỳ. Tính đến năm 2013, tồn tại khác biệt đáng kể về điều kiện kinh tế giữa các quốc gia dầu mỏ phát triển như Algérie, Qatar, Kuwait và Các Tiểu vương quốc Ả Rập Thống nhất với các quốc gia đang phát triển như Comoros, Djibouti, Mauritanie, Somalia, Sudan và Yemen.
Liên đoàn Ả Rập cũng có các vùng đất phì nhiêu rộng lớn tại phần miền nam của Sudan, nó được ví như rổ lương thực của thế giới Ả Rập. Bất ổn trong khu vực không tác động đến ngành du lịch, đây được xem là ngành tăng trưởng nhanh nhất trong khu vực, dẫn đầu là Ai Cập, Các Tiểu vương quốc Ả Rập Thống nhất, Liban, Tunisia và Jordan. Hiệp định mậu dịch tự do GAFTA được hoàn thành vào ngày 1 tháng 1 năm 2008, miễn thuế quan cho 95% sản phẩm Ả Rập.

### Giao thông
Liên đoàn Ả Rập được chia thành 5 phần trong lĩnh vực giao thông, bán đảo Ả Rập và Cận Đông có liên kết hoàn thiện bằng đường hàng không, hàng hải, đường bộ và đường sắt. Một bộ phận khác của Liên đoàn là thung lũng sông Nin gồm Ai Cập và Sudan, hai quốc gia thành viên này đã bắt đầu cải thiện hệ thống thông hành trên sông Nin nhằm cải thiện khả năng tiếp cận và từ đó tạo thuận lợi cho mậu dịch. Một hệ thống đường sắt mới cũng được vạch ra nhằm liên kết thành phố miền nam Ai Cập Abu Simbel với thành phố miền bắc Sudan Wadi Halfa và sau đó đến Khartoum và Port Sudan. Phần thứ ba của Liên đoàn là Maghreb, tại đó có đường sắt dài 3.000 km chạy từ các thành phố miền nam của Maroc đến Tripoli tại miền tây Libya. Phần thứ tư của Liên đoàn là Sừng châu Phi, với các thành viên là Djibouti và Somalia, hai quốc gia này cách biệt bán đảo Ả Rập chỉ khoảng 10 hải lý qua Bab el Mandeb và từng có đề xuất xây cầu lớn nhằm nối hai vùng này. Phần cuối cùng là quần đảo cô lập Comoros, họ không có liên kết về địa lý với bất kỳ nhà nước Ả Rạp nào khác, song duy trì mậu dịch với các quốc gia thành viên khác trong Liên đoàn.

## Nhân khẩu

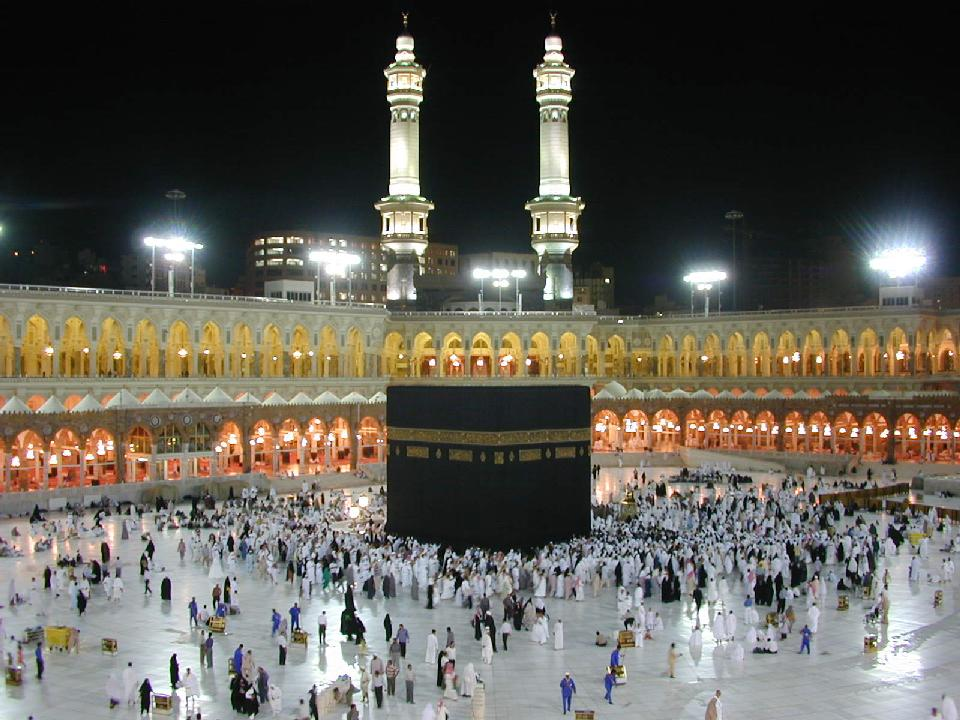
Địa điểm linh thiêng nhất trong Hồi giáo, Kaaba, nằm tại Ả Rập Xê Út.

Dân số Liên đoàn Ả Rập được ước tính là hơn 400 triệu người. Hầu hết cư dân trong Liên đoàn Ả Rập tập trung tại và xung quanh các khu vực đô thị lớn. Nhiều quốc gia Ả Rập tại vịnh Ba Tư có tỷ lệ đáng kể (10–30%) cư dân không phải là người Ả Rập. Iraq, Bahrain, Kuwait, Qatar, Các Tiểu vương quốc Ả Rập Thống nhất và Oman có một cộng đồng thiểu số nói tiếng Ba Tư. Các quốc gia này cũng có cộng đồng thiểu số đáng kể nói tiếng Hindi-Urdu và Philippines. Người nói tiếng Baloch là thiểu số đáng kể tại Oman. Ngoài ra, các quốc gia như Bahrain, Các Tiểu vương quốc Ả Rập Thống nhất, Oman và Kuwait có các cộng đồng thiểu số phi Ả Rập và phi Hồi giáo (10–20%) như người Ấn Độ giáo và Cơ Đốc giáo từ Ấn Độ, Pakistan, Bangladesh, Nepal và Philippines. Nhiều quốc gia phi Ả Rập lân cận có cộng đồng Ả Rập lớn, như tại Chad, Israel, Mali, Niger, Sénégal và Thổ Nhĩ Kỳ.
Hồi giáo, Cơ Đốc giáo và Do Thái giáo đều được hình thành tại hoặc gần các khu vực thuộc các thành viên của Liên đoàn Ả Rập ngày nay. Kết quả là phần lớn công dân Liên đoàn Ả Rập ngày nay là người Hồi giáo, Cơ Đốc giáo hoặc Do Thái giáo. Các quốc gia Liên đoàn Ả Rập sở hữu một số thành phố linh thiêng và các địa điểm khác quan trọng về tôn giáo, như Alexandria, Mecca, Medina, Kirkuk, Arbil và Baghdad. Hồi giáo Sunni là tôn giáo của đa số cư dân Liên đoàn Ả Rập. Tuy nhiên, có một lượng lớn tín đồ Hồi giáo Shi'a và họ chiếm thế đa số tại Liban, Iraq và Bahrain. Cơ Đốc giáo là tôn giáo lớn thứ nhì trong Liên đoàn Ả Rập, có trên 20 triệu tín đồ sống tại các quốc gia như Liban, Ai Cạp, Iraq, Bahrain, Syria, Kuwait và Jordan. Cộng đồng Do Thái giáo chủ yếu sống tại phần phía tây của Liên đoàn Ả Rập, tuy nhiên hầu hết người Do Thái Ả Rập đã di cư đến Israel sau khi lập quốc vào năm 1948. Các tôn giáo thiểu số khác là Druze, Bahá'í giáo, Mandaean giáo, Yazdan giáo, Hoả giáo, Shabak giáo và Yarsan giáo.
Đại đa số cư dân Liên đoàn Ả Rập được xác định là người Ả Rập trên cơ sở chủng tộc-văn hoá. Liên đoàn Ả Rập có tỷ lệ gia tăng dân số cao hơn hầu hết các khu vực khác trên thế giới. Quốc gia thành viên đông dân nhất là Ai Cập, với khoảng 91 triệu người. Quốc gia ít cư dân nhất là Comoros, với hơn 0,6 triệu người.
Tiếng Ả Rập là ngôn ngữ chính thức của Liên đoàn Ả Rập, song một số công dân trong Liên đoàn thường sử dụng những ngôn ngữ khác trong sinh hoạt hường nhật của họ. Hiện nay, ba ngôn ngữ lớn ngoài tiếng Ả Rập được sử dụng phổ biến là tiếng Kurd tại miền bắc Iraq và nhiều nơi tại Syria, tiếng Berber tại Bắc Phi, và tiếng Somalia tại Sừng châu Phi. Một số ngôn ngữ thiếu số vẫn được nói cho đến nay, như tiếng Afar, tiếng Armenia, tiếng Hebrew, tiếng Nubia, tiếng Ba Tư, tiếng Aram, tiếng Syriac và tiếng Thổ Nhĩ Kỳ. Tiếng Ả Rập là ngôn ngữ phi bản ngữ của 20% dân số Liên đoàn Ả Rập. Tiếng Ả Rập được chia thành hơn 27 phương ngữ, và hầu như mỗi quốc gia Ả Rập có ít nhất một phương ngữ địa phương. Các phương ngữ này có thể được chia thành năm nhánh lớn: Tiếng Ả Rập bán đảo tại bán đảo Ả Rập với khoảng 9 phương ngữ lớn; tiếng Ả Rập thung lũng sông Nin; tiếng Ả Rập Trăng lưỡi liềm màu mỡ; tiếng Ả Rập Maghreb; và các phương ngữ cô lập khác.
| Hạng | Quốc gia                             | Dân số      | Mật độ (/km²) | Mật độ (sq mi) | Ghi chú       |
| ---- | ------------------------------------ | ----------- | ------------- | -------------- | ------------- |
| 1    | Ai Cập                               | 92.519.544  | 110           | 285            | [ 37 ]        |
| 2    | Algérie                              | 37.100.000  | 16            | 41             | [ 38 ]        |
| 3    | Iraq                                 | 37.056.169  | 85            | 220            | [ 39 ]        |
| 4    | Maroc                                | 32.064.173  | 71            | 184            | [ 38 ]        |
| 5    | Sudan                                | 30.894.000  | 16            | 41             | [ 40 ]        |
| 6    | Ả Rập Xê Út                          | 28.146.658  | 12            | 31             | [ 38 ]        |
| 7    | Yemen                                | 23.580.000  | 45            | 117            | [ 38 ]        |
| 8    | Syria*                               | 21.906.000  | 118           | 306            | [ 38 ]        |
| 9    | Tunisia                              | 10.673.800  | 65            | 168            | [ 41 ]        |
| 10   | Somalia                              | 11.400.000  | 18            | 47             | [ 38 ]        |
| 11   | Các Tiểu vương quốc Ả Rập Thống nhất | 8.264.070   | 99            | 256            | [ 42 ]        |
| 12   | Libya                                | 6.733.620   | 3,8           | 9,8            | [ 38 ] [ 43 ] |
| 13   | Jordan                               | 6.332.000   | 71            | 184            | [ 38 ]        |
| 14   | Palestine                            | 4.550.368   | 756           | 1.958          | [ 44 ]        |
| 15   | Liban                                | 4.224.000   | 404           | 1.046          | [ 38 ]        |
| 16   | Kuwait                               | 3.566.437   | 200           | 518            | [ 38 ]        |
| 17   | Mauritania                           | 3.291.000   | 3,2           | 8,3            | [ 38 ]        |
| 18   | Oman                                 | 2.845.000   | 9,2           | 24             | [ 38 ]        |
| 19   | Qatar                                | 1.699.435   | 154           | 399            | [ 38 ]        |
| 20   | Bahrain                              | 1.234.596   | 1.646         | 4.263          | [ 45 ]        |
| 21   | Djibouti                             | 864.000     | 37            | 96             | [ 38 ]        |
| 22   | Comoros                              | 691.000     | 309           | 800            | [ 38 ]        |
| Tổng | Liên đoàn Ả Rập                      | 356.398.918 | 30.4          | 78,7           |               |

- Nhân khẩu Syria trước nội chiến từ năm 2011.

Tỷ lệ biết chữ trong thế giới Ả Rập.

Trong thu thập dữ liệu về người biết chữ, nhiều quốc gia ước tính số lượng người biết chữ dựa theo dữ liệu tự khai. Một số sử dụng dữ liệu trình độ giáo dục để thay thế, song ước số về theo học và hoàn thành cấp học có thể khác biệt. Do các định nghĩa và phương pháp thu thập dữ liệu khác biệt giữa các quốc gia, ước tính về tỷ lệ biết chữ cần được sử dụng thận trọng. Cũng cần lưu ý rằng khu vực vịnh Ba Tư có nền kinh tế bùng nổ dầu mỏ, cho phép thành lập nhiều trường phổ thông và đại học hơn.
| Hạng | Quốc gia                             | Tỷ lệ biết chữ |
| ---- | ------------------------------------ | -------------- |
| 1    | Qatar                                | 97,3           |
| 2    | Palestine                            | 96,5           |
| 3    | Kuwait                               | 96,3           |
| 4    | Bahrain                              | 95,7           |
| 5    | Jordan                               | 95,4           |
| 6    | Ả Rập Xê Út                          | 94,4           |
| 7    | Liban                                | 93,9           |
| 8    | Các Tiểu vương quốc Ả Rập Thống nhất | 93,8           |
| 9    | Oman                                 | 91,1           |
| 10   | Libya                                | 91             |
| 11   | Syria                                | 86,4           |
| 12   | Iraq                                 | 85,7           |
| 13   | Tunisia                              | 81,8           |
| 14   | Comoros                              | 81,8           |
| 15   | Algérie                              | 80,2           |
| 16   | Sudan                                | 75,9           |
| 17   | Ai Cập                               | 73,8           |
| 18   | Yemen                                | 70,1           |
| 19   | Djibouti                             | 70,0           |
| 20   | Maroc                                | 68,5           |
| 21   | Mauritania                           | 52,1           |
| 22   | Somalia                              | 44–72          |

## Thể thao
Đại hội Thể thao liên Ả Rập (tiếng Ả Rập: الألعاب العربية) là một sự kiện thể thao nhiều môn cấp khu vực được tổ chức giữa các quốc gia trong thế giới Ả Rập. Đại hội được tổ chức bởi Liên minh các hiệp hội Olympic Ả Rập. Kỳ đại hội đầu tiên được tổ chức vào năm 1953 tại Alexandria, Ai Cập. Đại hội được dự kiến tổ chức bốn năm một lần, song do bất ổn chính trị cũng như khó khăn kinh tế khiến việc tổ chức không ổn định. Nữ giới lần đầu được phép thi đấu trong đại hội vào năm 1985.
Liên minh Các hiệp hội bóng đá Ả Rập tổ chức Giải các quốc gia Ả Rập (cho các đội tuyển quốc gia) và Giải vô địch câu lạc bộ Ả Rập (cho các câu lạc bộ). Các liên đoàn thể thao Ả Rập cũng tồn tại trong một số môn thể thao khác như bóng rổ, bóng chuyền, bóng ném, quần vợt, bóng quần và bơi.